# Lajeado (São Mateus do Sul)
Lajeado é um distrito do município brasileiro de São Mateus do Sul, no estado do Paraná.